# Çiğiltepe, Sandıklı
Çiğiltepe là một xã thuộc huyện Sandıklı, tỉnh Afyonkarahisar, Thổ Nhĩ Kỳ. Dân số thời điểm năm 2011 là 676 người.